# Stazione di Andermatt
La stazione di Andermatt è una stazione ferroviaria posta sulla linea del Furka-Oberalp, e punto di diramazione della linea della Schöllenen. Serve il centro abitato di Andermatt.